# Celoštevilsko zaporedje
Celoštevílsko zaporédje je v matematiki zaporedje, katerega členi so cela števila. Celoštevilsko zaporedje lahko navedemo eksplicitno, da podamo enačbo za n-ti člen, ali implicitno z zvezo med členi zaporedja. Zaporedje 0, 1, 1, 2, 3, 5, 8, 13, ... (Fibonaccijevo zaporedje) tvorimo tako, da začnemo s številoma 0 in 1, naslednje člene pa dobimo, če seštevamo dva predhodna člena med seboj. Zaporedje 0, 3, 8, 15, 24, 35, 48, 63, ... tvorimo po enačbi n2 − 1 za n-ti člen.
Celoštevilsko zapordje lahko definiramo tudi z značilnostjo, ki jo imajo njegovi členi, členi drugih zaporedij pa te značilnosti nimajo. Lahko na primer določimo ali je dano celo število popolno število, čeprav formula za n-to popolno število ne obstaja.

## Zgledi
Veliko celoštevilskih zaporedij ima svoja imena:
- alikvotno zaporedje
- Baum-Sweetovo zaporedje
- Bellova števila
- binomski koeficienti
- Carmichaelova števila
- Cantorjeva števila
- Catalanova števila
- čudna števila
- domača praštevila
- Eulerjeva števila
- fakultete
- Fibonaccijeve besede
- Fibonaccijeva števila
- figurativna števila
- Golombovo zaporedje
- hiperpopolna števila
- Lucasova števila
- Mersennova števila
- nezadostna števila
- obilna števila
- Padovanovo zaporedje
- particijska števila
- polpopolna števila
- polpraštevila
- popolna števila
- praštevila
- psevdopraštevila
- Rudin-Shapirovo zaporedje
- sestavljena števila
- soda in liha števila
- srečna števila
- superpopolna števila
- Sylvestrovo zaporedje
- Thue-Morsejevo zaporedje
- Ulamova števila
- vesela števila
- vzvišena števila
- zajčje zaporedje
- zaporedje Kolakoskega
- zaporedje pravilnega pregibanja papirja
- zelo sestavljena števila
- zelo totientna števila
- žonglersko zaporedje

## Izračunljiva in določljiva zaporedja
Celoštevilsko zaporedje je izračunljivo, če obstaja algoritem, ki za dani n izračuna an za vse n > 0.  Celoštevilsko zaporedje je določljivo, če obstaja izjava P(x), ki je resnična za zaporedje x in neresnična za vsa druga celoštevilska zaporedja. Množici izračunljivih in določljivih celoštevilskih zaporedij sta števni, kjer izračunljiva zaporedja tvorijo pravo podmnožico določljivih zaporedij. Množica vseh celoštevilskih zaporedij je neštevna in zato so skoraj vsa celoštevilska zaporedja neizračunljiva in nedoločljiva.

## Polna zaporedja
Celoštevilsko zaporedje je polno, če se lahko vsako pozitivno celo število izrazi kot vsota vrednosti v zaporedju, tako da se vsaka vrednost vzame le enkrat.